# Vườn quốc gia Îles Ehotilés
Vườn quốc gia Quần đảo Ehotilés là một vườn quốc gia nằm ở phía đông nam Bờ Biển Ngà. Nó là khu vực bảo vệ các đảo Ehotilés với vùng Đầm phá Aby bên bờ Đại Tây Dương, vùng đầm phá lớn thứ hai của Bờ Biển Ngà (chỉ sau vùng Đầm phá Ébrié). Được thành lập vào 25 tháng 4 năm 1974, vườn quốc gia này có diện tích 105 km2.